# Brandon Oldenburg
Brandon Oldneburg é um ilustrador, designer, escultor e cineasta americano. Como reconhecimento, venceu, no Oscar 2012, a categoria de Melhor Animação em Curta-metragem por The Fantastic Flying Books of Mr. Morris Lessmore.